# Volta a Espanha de 2010
A 65ª edição da Vuelta foi realizada no período de 28 de agosto a 19 de Setembro de 2010 entre as cidades de Sevilha e Madrid na Espanha .

## Classificação Geral
| Classificação | Ciclista          | Equipe             | Tempo       |
| ------------- | ----------------- | ------------------ | ----------- |
|               | Vincenzo Nibali   | Liquigas           | 87h 18' 33" |
| 2             | Ezequiel Mosquera | Xacobeo-Galicia    | + 41"       |
| 3             | Peter Velits      | HTC-Columbia       | + 3' 02"    |
| 4             | Joaquim Rodriguez | Katusha            | + 4' 20"    |
| 5             | Frank Schleck     | Saxo Bank          | + 4' 43"    |
| 6             | Xavier Tondo      | Cervélo            | + 4' 52"    |
| 7             | Nicolas Roche     | Ag2r-La Mondiale   | + 5' 03"    |
| 8             | Carlos Sastre     | Cervélo            | + 6' 06"    |
| 9             | Thomas Danielson  | Garmin-Transitions | + 6' 16"    |
| 10            | Luis León Sánchez | Caisse d'Epargne   | + 7' 42"    |